# Cubierta (libro)

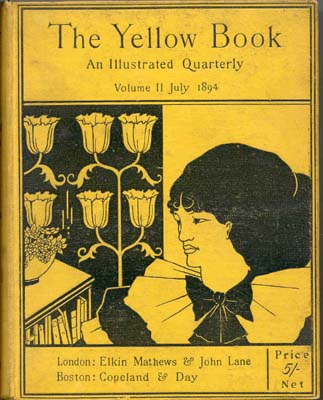
Cubierta de The Yellow Book, diseñada por Aubrey Beardsley a finales del

La cubierta es la parte exterior delantera que cubre las hojas (información) de un libro y que suele reproducir los datos de la portada. La DLE también indica carátula como sinónimo. El término también se emplea para referirse a cada una de las partes, anterior y posterior, que cubre los pliegos de un libro.
En este sentido amplio, la cubierta se suele dividir en cuatro partes, enumeradas ordinalmente: primera de cubierta (anterior externa), segunda de cubierta (anterior interna), tercera de cubierta (posterior interna) y cuarta de cubierta (posterior externa). La primera y la cuarta son las que generalmente muestran datos sobre el libro (y en encuadernaciones de tapa la segunda y la tercera suelen tener pegadas las guardas).
La cubierta de un libro no debe confundirse con la portada, la página donde figuran el nombre del autor, el título y datos de la editorial.

## Historia

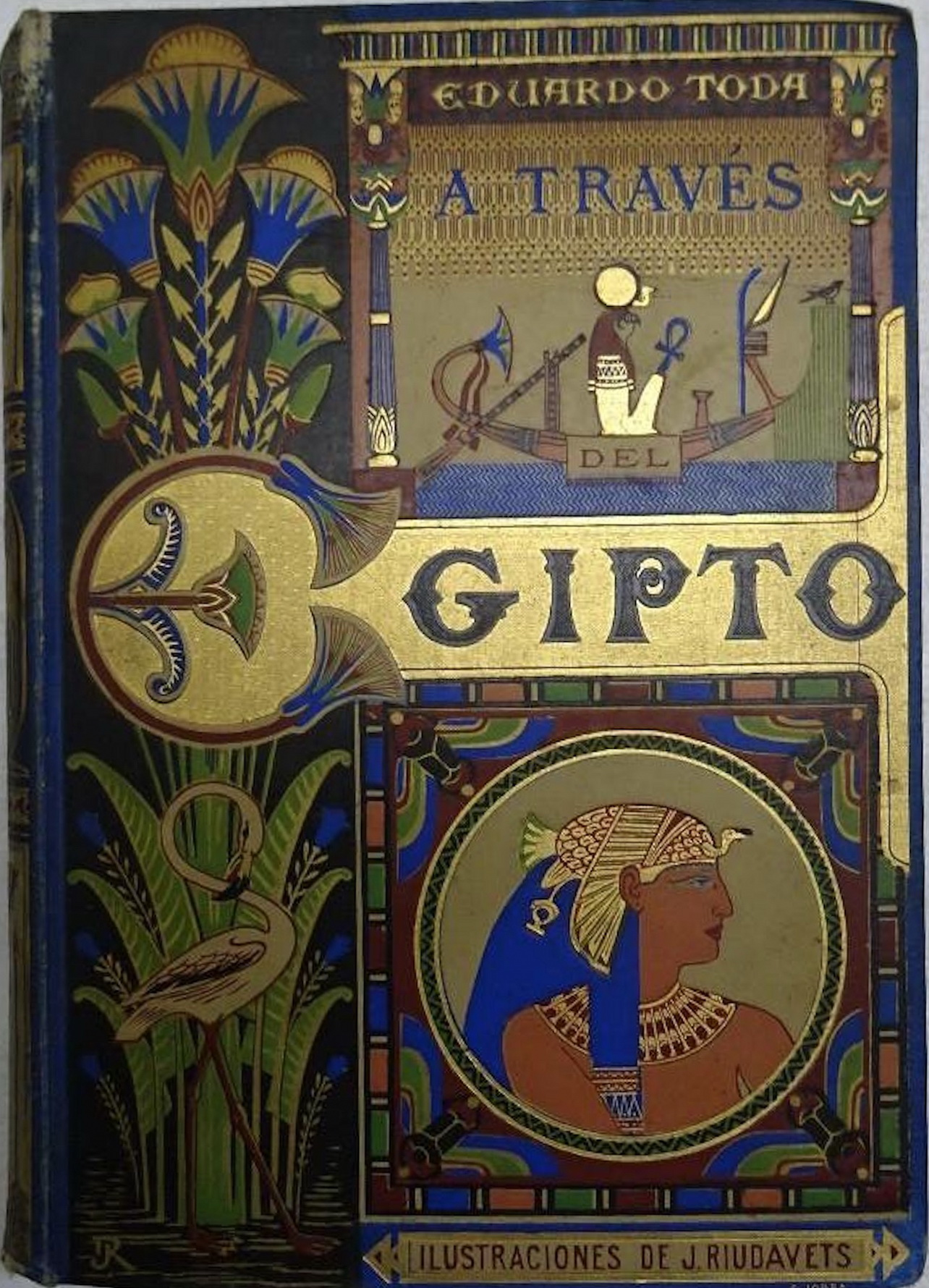
A través del Egipto de Eduardo Toda, publicado en 1889.

A partir de la segunda mitad del siglo XIX, la producción industrial de papel y las nuevas técnicas de encuadernación permitieron abaratar la fabricación de los libros. La litografía multicolor y más tarde los procesos de ilustración de semitono posibilitaron la impresión de motivos en las cubiertas. Las técnicas de los artistas de pósteres de la época dieron el salto a la industria del libro, convirtiéndose el diseño gráfico en una práctica profesional. Las cubiertas se convirtieron en algo más que una mera protección de las páginas, adquiriendo la función de promocionar la información del texto interior.
El modernismo y el movimiento Arts and Crafts, a comienzos del siglo XX, estimularon un renacimiento en el diseño de las cubiertas de los libros que no tardó en asentarse en la creciente industria del libro, gracias a las editoriales europeas y estadounidenses. Algunos de los diseños de cubiertas más modernos fueron producidos en la Unión Soviética durante la década de 1920 por vanguardistas como Alexander Rodchenko y El Lissitzky. Otro de los ilustradores más influyentes de estas primeras etapas fue Aubrey Beardsley, por los llamativos diseños de los cuatro volúmenes de la obra The Yellow Book (1894-1897).
Tras la Segunda Guerra Mundial, las cubiertas de los libros adquirieron una importancia vital para que la industria del libro se hiciera comercialmente competitiva. En la actualidad, las cubiertas suelen dar pistas sobre el estilo, el género y el tema del libro, aunque otras llevan el diseño al límite con la esperanza de atraer las ventas. Con la llegada del comercio por Internet, podría decirse que la importancia de las cubiertas de los libros no ha disminuido, ya que permanece su rol de ayudar a identificar y promocionar los libros a través de la red.